# Druckwandler

Druckänderung durch verbundene Kolben unterschiedlicher Flächen.

Ein Druckwandler ist eine mechanische Kopplung zweier Hydraulikzylinder mit unterschiedlichen Kolbenflächen {\displaystyle A_{1}} und {\displaystyle A_{2}}. Mit dieser Anordnung lässt sich hoher Druck aus einem geringeren Druck erzeugen. Da ein Druckwandler mit dem Kolben nur ein bewegliches Teil enthält, wird er zu den einfachen Maschinen gezählt.
Unter Vernachlässigung der Reibung wirkt auf beide Kolben die gleiche Kraft:
{\displaystyle F_{1}=F_{2}}
und mit der Definitionsformel des Drucks, {\displaystyle p={\frac {F}{A}}}, kann umgeschrieben werden: 
{\displaystyle p_{1}\cdot A_{1}=p_{2}\cdot A_{2}}
Das Übersetzungsverhältnis für den Druck ist damit das umgekehrte Verhältnis der beiden Kolbenflächen:
{\displaystyle {\frac {p_{1}}{p_{2}}}={\frac {A_{2}}{A_{1}}}}
Je nach Übersetzung kann eine Druckvergrößerung um einen hohen Faktor erreicht werden. Wenn mit dem erhöhten Druck ein Kolben betrieben wird, hat die Vorrichtung die Funktion eines Kraftwandlers. Diese wird beispielsweise dafür genutzt, um Werkstücke vor der Bearbeitung auf einem Maschinentisch fest einzuspannen, obwohl nur Pressluft von 5 bar zur Verfügung steht. 